# プリム (企業)

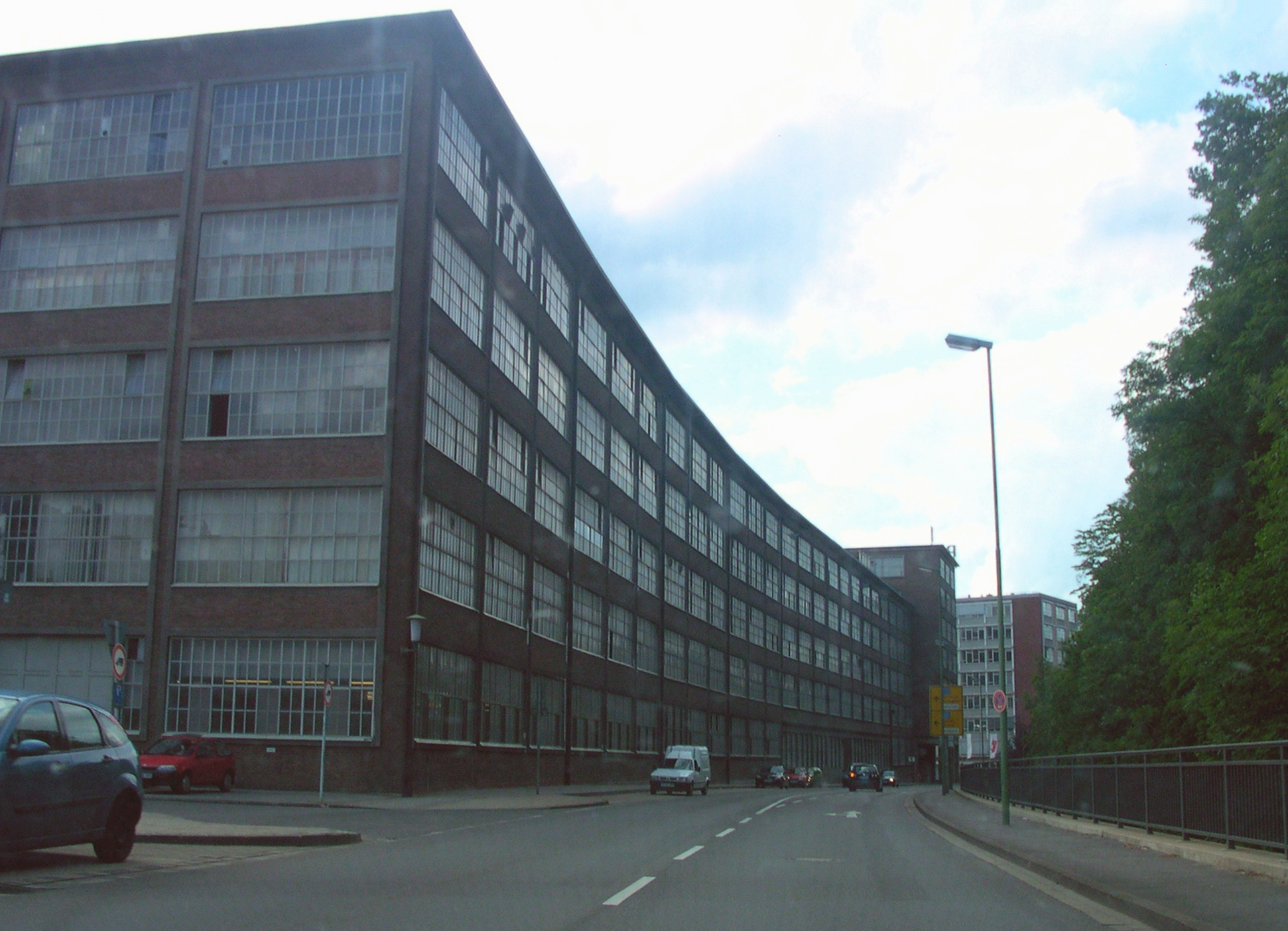
Prym-Werk an der Zweifallerstr. in Stolberg

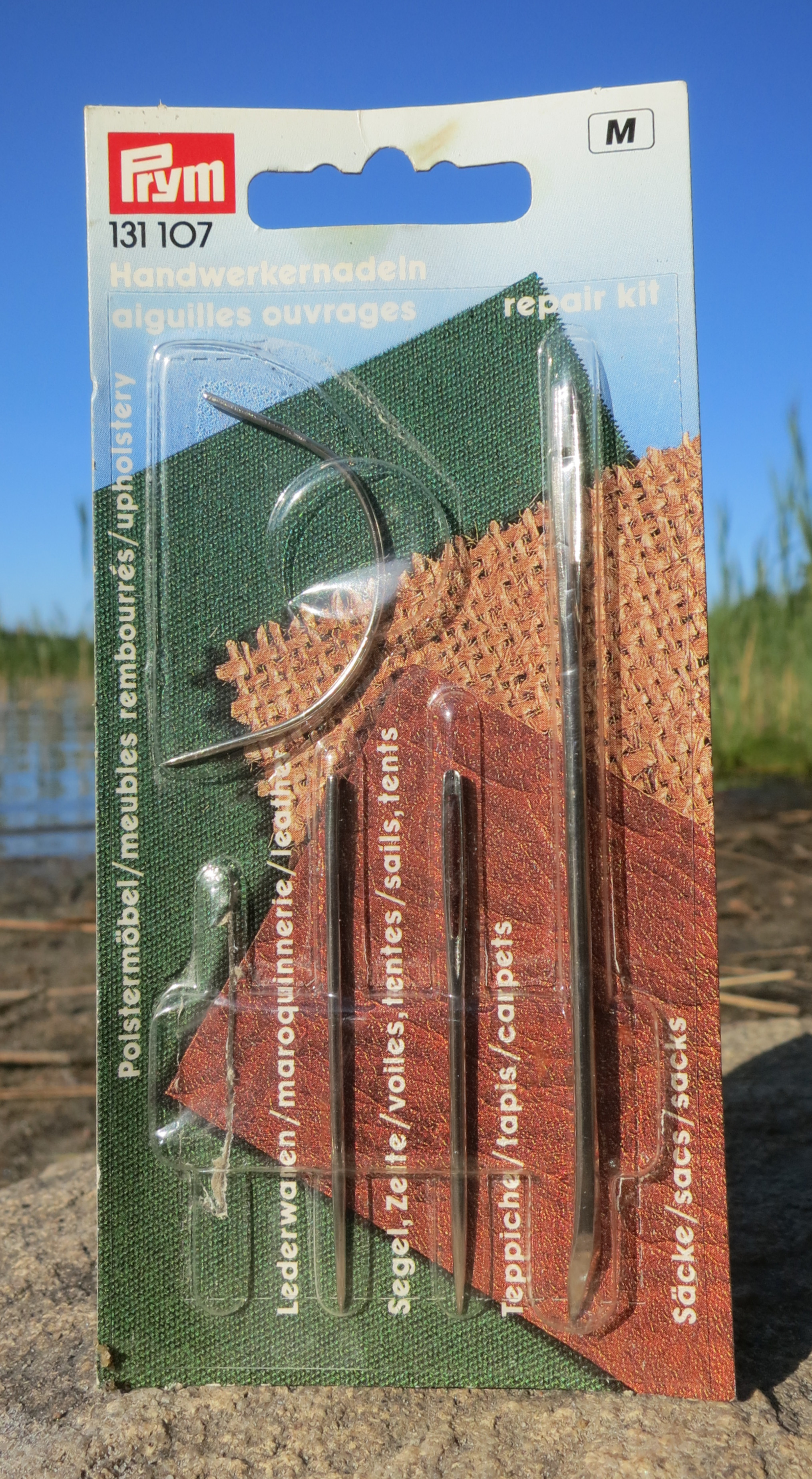
Prymの縫い針

プリム有限合資会社（William Prym GmbH & Co. KG）は、ドイツの工業メーカー。その歴史は大変古く、1530年にまでさかのぼる。縫い付け式スナップボタンを世界で初めて開発した。本社はドイツのノルトライン=ヴェストファーレン州アーヘン郡シュトルベルクにある。
555ブランドで世界的に有名。イタリアのフィオッキ（Fiocchi）、ドイツのシェーファー（Shaeffer）、イギリスのニューイ（Newey）の親会社でもある。

## ラインナップ
- スナップ・ボタン類
  - プラスティックスナップ
  - 角型プラスチックスナップ
  - 金属製ジャンボスナップ
- ゴム紐
- 針

ほか